# Lao Airlines
A Lao Airlines Laosz nemzeti légitársasága. Belföldi járatain kívül repülőgépei indulnak Kambodzsába, Vietnámba, Thaiföldre és Kínába. A légitársaság központja Vientianéban található.

## Története
A légitársaságot 1976 szeptemberében alapították Lao Aviation néven. 2003-ban a társaság nevét Lao Airlines-ra változtatták. Jelenleg 100%-ig állami tulajdonban van.
Mivel a légitársaság korábban kicsi, fejletlen repülőterekre indított járatokat Laoszon belül, gépeik nem voltak túl biztonságosak. Az utóbbi időkben azonban radikálisan sikerült javítani a repülésbiztonságon. Minőségi szolgáltatásainak, kiváló üzemeltetésének és a repülésbiztonság terén elért pozitív változásoknak köszönhetően a Lao Airlines megkapta az Arch of Europe for Quality, Excellence and Technology Lao Airlines State Enterprise kitüntetést.

## Úticélok
Belföldi: 
- Houei Sai
- Luangprabang
- Luang Namtha
- Oudomxay
- Pakse
- Vientián
- Xieng Khuang
- Savannakhet

Külföldi:
- Kambodzsa: Phnompen, Sziemreap
- Kína: Kunming
- Thaiföld: Bangkok, Ciang Mai, Udon Thani
- Vietnám: Hanoi

## Flotta
2010 augusztusában a Lao Airlines flottája francia gyártmányú ATR 42-es és ATR 72-es gépekből és kínai gyártmányú MA-6-os gépekből áll.

## Külső hivatkozások
- A társaság honlapja
- A Lao Airlines járatai Archiválva 2007. július 4-i dátummal a Wayback Machine-ben
- Hír a Lao Airlines magyarországi vezérügynöki képviseletének megnyitásáról
- A Lao Airlines budapesti képviselete[halott link]
- Hír az új Budapest-Varsó-Hanoi-Vientiane járatról Archiválva 2010. július 29-i dátummal a Wayback Machine-ben
- Lao Airlines opens GSA representation in Hungary